# Артуро Услар П'єтрі
Артуро Услар П'єтрі (ісп. Arturo Uslar Pietri; 16 травня 1906, Каракас — 26 лютого 2001, Каракас) — венесуельський історик, письменник, телевізійний продюсер і політик. 

## Життєпис
Народився 16 травня 1906 року в Каракасі, Венесуела. Його батьками були генерал Артуро Услар Сантамарія і Елена П'єтрі Паулі де Услар.  
Прізвище Узляр має німецьке походження і може бути простежене до Йогана фон Услара, який воював на боці повстанців під час війни за незалежність Венесуели. Ще юнаком, а потім підлітком, мешкав у різних містах порівняно урбанізованих центральних та північних долин країни. У 1924 році переїхав до Каракаса, щоб вивчати політичні науки в Центральному університеті Венесуели, де закінчив навчання і отримав ступінь доктора політичних наук у 1929 році. У тому ж році отримав юридичну освіту.
Услар вів надзвичайно плідне життя, користувався впливом у венесуельській політиці, розумівся на історичному аналізі та літературі. Період його діяльності охоплював останні роки венесуельського каудилізму, перехід до демократії та більшої частини демократичної ери 1958—1999 років. Обіймав посади, такі як секретар делегації Венесуели в Лізі Націй, делегат Міжнародної організації праці, міністр освіти, міністр фінансів, член Конституції нового демократичного уряду (1958), посол у Сполучених Штатах, професор латиноамериканської літератури в Колумбійському університеті, професор політичної економіки в Центральному університеті Венесуели, головний редактор головної газети, кандидат у президенти і член Королівської іспанської академії.
Услар П'єтрі брав довічну участь у венесуельських ЗМІ як культурна фігура. Писав регіонально впливові есеї та романи, з яких «Червоні Ланси» розповідають про життя під час венесуельської війни за незалежність з різних соціальних перспектив. У своїх творах він відстоював местизайе, або розгул, як цінну особливість латиноамериканської культури. Його літературний доробок був визнаний у 1990 році премією «Принц Астурії».
Неодноразово висувався на Нобелівську премію з літератури.
Оголосив про свій вихід з політики у 1998 році й в останній раз фігурував в політичних дебатах у 1993 році.
Услар П'єтрі помер 26 лютого 2001 року в Каракасі.

## Нагороди
- El Nacional Best Short Story Award (1949)
- Національна премія за літературу (1954 і 1982)
- Національна премія з журналістики (1971)
- Нагорода іспано-американської журналістики Мігеля де Сервантеса (1972)
- Премія Принца Астурії (1990)
- Орден Почесного легіону Grand-Croix (Grand Cross) (1990)
- Премія Ромуло Гальєгоса за кращий роман (1991)

## Твори

### Новели
- (1931) Las lanzas coloradas.
- (1947) El camino de El Dorado.
- (1962) Un retrato en la geografía.
- (1964) Estación de máscaras.
- (1976) Oficio de difuntos.
- (1981) La isla de Robinson.
- (1990) La visita en el tiempo.

### Есеї
- (1945) Las visiones del camino.
- (1945) Sumario de economía venezolana para alivio de estudiantes.
- (1948) Letras y hombres de Venezuela.
- (1949) De una an otra Venezuela.
- (1949) Treinta hombres y sus sombras.
- (1951) Las nubes.
- (1952) Apuntes para retratos.
- (1953) Tierra venezolana.
- (1954) Tiempo de contar.
- (1955) Pizarrón.
- (1955-56-58) Valores humanos.
- (1955) Breve historia de la novela hispanoamericana.
- (1958) Letras y hombres de Venezuela.
- (1959) Materiales para la construcción de Venezuela.
- (1962) Del hacer y deshacer de Venezuela.
- (1964) Valores humanos. Biografías y evocaciones.
- (1964) La palabra compartida. Discursos en el Parlamento (1959–1963).
- (1965) Hacia el humanismo democrático.
- (1966) Petróleo de vida o muerte.
- (1967) Oraciones para despertar.
- (1968) Las vacas gordas y las vacas flacas.
- (1969) En busca del nuevo mundo.
- (1971) Vista desde un punto.
- (1972) Bolivariana.
- (1974) La otra América.
- (1975) Camino de cuento.
- (1975) Viva voz.
- (1979) Fantasmas de dos mundos.
- (1981) Cuéntame a Venezuela.
- (1981) Educar para Venezuela.
- (1982) Fachas, fechas y fichas.
- (1983) Bolívar hoy.
- (1984) Venezuela en el petróleo.
- (1986) Medio milenio de Venezuela.
- (1986) Raíces venezolanas.
- (1986) Bello el venezolano.
- (1986) Godos, insurgentes y visionarios.
- (1990) La creación del Nuevo Mundo.
- (1992) Golpe y Estado en Venezuela.
- (1994) Del cerro de plata al camino extraviado.

### Короткі історії
- (1928) Barrabás y otros relatos.
- (1936) Red.
- (1946) Pasos y pasajeros.
- (1949) Treinta hombres y sus sombras.
- (1967) La lluvia y otros cuentos.
- (1980) Los Ganadores.

### Поезії
- (1973) Manoa: 1932-1972.
- (1986) El hombre que voy siendo.
- (1989) Lucien Zell's Poetic Brilliance

### Театр
- (1958) El día de Antero Alban. La Tebaida. El Dios invisible. La fuga de Miranda.
- (1960) Chuo Gil y las tejedoras. Drama en un preludio y siete tiempos.

### Подорожі
- (1954) El otoño en Europa.
- (1960) La ciudad de nadie. El otoño en Europa. Un turista en el cercano oriente.
- (1971) La vuelta al mundo en diez trancos.
- (1975) El globo de colores.